# Newton (Alabama)
Newton – miasto w Stanach Zjednoczonych, w stanie Alabama, w hrabstwie Dale. W roku 2023 miasto zamieszkiwało 1645 osób, a gęstość zaludnienia wynosiła 44,3 osoby/km².